# Формализация
Формализа́ция — представление какой-либо содержательной области (рассуждений, доказательств, процедур классификации, поиска информации, научных теорий) в виде формальной системы или исчисления.
Поскольку лингвистическая структура естественного языка не совпадает с логической структурой форм и законов мышления, которые воплощаются в этом языке, логика вынуждена создавать специальные средства, которые бы дали возможность изъять из естественного языка формы мышления, их логические свойства, существенные отношения между ними, определить принципы логической дедукции, критерии различия правильных и неправильных способов рассуждения.
Создание логики специального языка, наряду с существующей на естественном языке, есть особый процесс, который предусматривает, что созданная искусственная знаковая система является средством фиксации логической структуры мысли, с одной стороны, и средством исследования логических свойств и отношений мысли, с другой. То есть, язык логики — это прежде всего её метод. Принято говорить не «искусственный язык логики», а «формализованный язык логики». С лёгкой руки немецкого философа Иммануила Канта логике приписали прилагательное «формальная», поэтому логику стали называть формальной, а её метод — формализацией.
Любая формализация по определению игнорирует некоторую часть доступной информации и, следовательно, обедняет содержательное представление об исследуемом объекте.